# Pretty Smart
Pretty Smart (englisch ziemlich klug) ist eine US-amerikanische Sitcom, die von Jack Dolgen und Doug Mand entwickelt wurde. In der Serie spielen Emily Osment, Gregg Sulkin, Olivia Macklin, Cinthya Carmona und Michael Hsu Rosen die Hauptrollen. Die Serie feierte ihre Premiere am 8. Oktober 2021 auf Netflix. Im April 2022 wurde sie nach einer Staffel abgesetzt.

## Besetzung und Synchronisation
Die deutsche Synchronisation entstand in den Studios der FFS Film- & Fernseh-Synchron in Berlin. Die Dialogbücher wurden von Stefan Evertz, Falko Kretschmer und Marcel Kurzidim geschrieben, Regie führte Ulrike Heiland.
| Rollenname | Schauspieler      | Synchronsprecher     | Episoden                    |
| ---------- | ----------------- | -------------------- | --------------------------- |
| Chelsea    | Emily Osment      | Marieke Oeffinger    | 1.01–1.10                   |
| Grant      | Gregg Sulkin      | Lasse Dreyer         | 1.01–1.10                   |
| Claire     | Olivia Macklin    | Amelie Plaas-Link    | 1.01–1.10                   |
| Solana     | Cinthya Carmona   | Marie Hinze          | 1.01–1.10                   |
| Jayden     | Michael Hsu Rosen | Dirk Stollberg       | 1.01–1.10                   |
| Howard     | Geoff Ross        | Alexander Ziegenbein | 1.01–1.03, 1.06, 1.09, 1.10 |

## Episodenliste
| Nr. | Deutscher Titel                                              | Originaltitel                                 | Regie              | Drehbuch                      |
| --- | ------------------------------------------------------------ | --------------------------------------------- | ------------------ | ----------------------------- |
| 1 | Rate mal! Claires Schwester kommt!                           | Guess what?! Claire’s sister is coming!       | Pamela Fryman      | Jack Dolgen & Doug Mand       |
| 2 | Haltet euch fest! Chelsea hat ein Päckchen bekommen!         | Get this! Chelsea got a package!              | Pamela Fryman      | Jack Dolgen & Doug Mand       |
| 3 | Schon gehört? Chelsea hat Margot getroffen!                  | Did you hear?! Chelsea ran into Margot!       | Pamela Fryman      | Caitlin Meares                |
| 4 | Seht mal her! Es ist eine Laura-Dern-Party!                  | Check this, Mama! It’s a Laura Dern party!    | Phill Lewis        | Hailey Chavez                 |
| 5 | Huch! Grant hat Chelsea um einen Gefallen gebeten!           | Yikes! Grant asked Chelsea for a favor!       | Phill Lewis        | Gilli Nissim                  |
| 6 | Da haben wir es! Jayden hat einen töpfernden Twunk gefunden! | Here’s the tea! Jayden found a pottery twunk! | Phill Lewis        | Mano Agapion                  |
| 7 | Leute! Es ist ein Cody-Briggs-Abend!                         | Guys! It’s a Cody Briggs night!               | Jody Margolin Hahn | Dan Gregor                    |
| 8 | Ach du liebe Güte! Jaydens Mutter ist zurück!                | OMG! Jayden’s mom is back!                    | Jody Margolin Hahn | Jim Brandon & Brian Singleton |
| 9 | Ernsthaft jetzt! Chelsea hat eine Schreibblockade!           | Seriously though! Chelsea has writer’s block! | Richie Keen        | Greg Trimmer                  |
| 10 | Ich meine ... seht selbst!                                   | I mean... just watch!                         | Richie Keen        | Jim Brandon & Brian Singleton |
| Alle Episoden wurden am 8. Oktober 2021 sowohl in Originalsprache als auch in deutscher Sprache bei Netflix veröffentlicht. |                                                              |                                               |                    |                               |

## Produktion
Am 5. März 2021 erteilte Netflix der Produktion einen Serienauftrag für zehn Episoden. Das unbetitelte Dolgen/Mand/Kang-Projekt wurde von Jack Dolgen und Doug Mand entwickelt, die neben Kourtney Kang und Pamela Fryman als ausführende Produzenten fungierten. Gleichzeitig mit der Bekanntgabe des Serienauftrags wurden Emily Osment und Gregg Sulkin als Hauptdarsteller bekanntgegeben. Am 29. März 2021 stießen Olivia Macklin, Michael Hsu Rosen und Cinthya Carmona zur Hauptbesetzung hinzu. Die Serie wurde in den Sunset Bronson Studios in Hollywood gedreht. Die Serie wurde später als Pretty Smart betitelt und am 8. Oktober 2021 erstmals veröffentlicht. Am 27. April 2022 stellte Netflix die Serie nach einer Staffel ein.

## Rezeption
Rotten Tomatoes veröffentlichte eine Zustimmungsrate von 40 Prozent für die Serie, basierend auf 5 Bewertungen.